# Хрещенівка
Хреще́нівка — село в Україні, у Нововоронцовській селищній громаді Бериславського району Херсонської області. Населення становить 780 осіб. 
У селі розташований меморіальний парк, який має природоохоронний статус — «Парк с. Хрещенівка».

## Населення
Згідно з переписом УРСР 1989 року чисельність наявного населення села становила 768 осіб, з яких 363 чоловіки та 405 жінок.
За переписом населення України 2001 року в селі мешкало 780 осіб.

### Мовний склад
Рідна мова населення за даними перепису 2001 року:
| Мова       | Чисельність, осіб | Доля     |
| ---------- | ----------------- | -------- |
| Українська | 748               | 95,90 %  |
| Російська  | 25                | 3,20 %   |
| Інше       | 7                 | 0,90 %   |
| Разом      | 780               | 100,00 % |

## Відомі люди

### Народилися
- Громовенко Павло Федорович — український актор, майстер художнього слова. Заслужений артист УРСР.
- Пасько Григорій Михайлович (*19 травня 1962) — офіцер російського флоту (капітан II рангу), військовий журналіст, поет, правозахисник-еколог, політичний в'язень.